# Colegio Colombiano de Psicólogos
El Colegio Colombiano de Psicólogos (Colpsic) es una organización sin fines de lucro fundada en el año 2006. Es la encargada de expedir las tarjetas profesionales de los psicólogos en Colombia, país en donde cuentan con once sedes que brindan cobertura a más de 38 000 colegiados. Su sede principal se encuentra ubicada en la ciudad de Bogotá. Entre sus funciones, también se encuentra la de promover el desarrollo de la psicología en el país y generar estándares de calidad para el ejercicio de la profesión, orientar a la opinión pública, así como sugerir políticas en pro del mismo y del país.
Esta organización, también es la encargada de realizar congresos bianuales de carácter nacional desde el año 2007, en donde se informa sobre los avances profesionales y el progreso de nuevas redes de cooperación. Para el año 2007, Colpsic creó el Tribunal Nacional Deontológico y Bioético de Psicología, de la cual su función pública principal es adelantar procedimientos disciplinarios y sancionar las faltas deontológicas contempladas en la Ley 1090 del Congreso de la República de Colombia. Para el año 2015 presentaron dos congresos, el Congreso Colombiano de Psicología y la Conferencia Regional Latinoamericana de Psicología, bajo el auspicio de la Unión Internacional de Ciencia Psicológica (IUPsyS) y con la colaboración de la International Association of Applied Psychology (IAAP) y de la International Association for Cross-Cultural Psychology (IACCP).

## Historia
Con base en la Reforma Constitucional de 1991 de Colombia, que autorizó institucionalizar y dar una base jurídica estable a las profesiones lícitamente reconocidas, un grupo de psicólogos de universidades vinculadas a la Asociación Colombiana de Facultades de Psicología (Ascofapsi), propuso crear una nueva ley para considerar la psicología como profesión, que reformara la ley de 1983; así, en la asamblea de Ascofapsi de 1999, celebrada en la ciudad de Pasto, fue creada la Asociación Colegio Colombiano de Psicología (Acolpsic).
Al mismo tiempo del funcionamiento de la última institución, se encontraba marchando el Colegio Oficial de Psicólogos (Copsic), que era parte de la Sociedad Colombiana de Psicología, una entidad privada por fuera de las relaciones del Estado. Ambas instituciones tenían como fin representar a los psicólogos colombianos, por ello trabajaban independientemente en un proyecto de ley de la regulación de la psicología, pero las directivas de ambas instituciones se dieron cuenta de esto, y por ende deciden fusionarse, para establecer una sola entidad que representara al gremio para recibir un cargo público, procedimiento que tuvo lugar en el año 2004 en la Cámara de Comercio de Bogotá, con la figura de integración, en la que Copsic se incorpora a Acolpsic dando lugar al Colegio Colombiano de Psicólogos (Colpsic).
Posterior a la fusión, se creó el primer Consejo Directivo del Colegio con funciones transitorias de la Sala Nacional Capitular, conformado por cuatro miembros de Acolpsic y cuatro miembros de Copsic. El Dr. Rodríguez de Acolpsic Asumió la Presidencia y la Dra. Gloria Amparo de Copsic asumió el cargo Vicepresidente de la nueva organización gremial, con la condición de que a mitad de periodo rotaran en sus cargos.
El día 26 de marzo de 2010 se creó la primera Sala Nacional Capitular, conformada por los Presidentes de seis sedes regionales: 
- La Dra. Fabiola Cárdenas (Sede Zona Norte).
- La Dra. Beatriz Marín (Sede de Eje Cafetero).
- La Dra. Sarah Manrique (Sede de Valle del Cauca).
- La Dra. Patricia Mejía (Sede de Caldas – Regional Cumanday).
- El Dr. Henry Castillo (Sede de Antioquia).
- El Dr. Carlos Vargas (Sede de Bogotá y Cundinamarca).

Con la fusión, uno de los principales objetivos de Colpsic fue la creación y trámite del proceso necesario para la expedición de la Ley 1090. Para expedir esta Ley, los miembros del Consejo Directivo de Colpsic participaron en varias reuniones políticas para argumentarla y defenderla, en las distintas disputas que tuvieron lugar en el Senado de la República.